# Genomma Lab Internacional

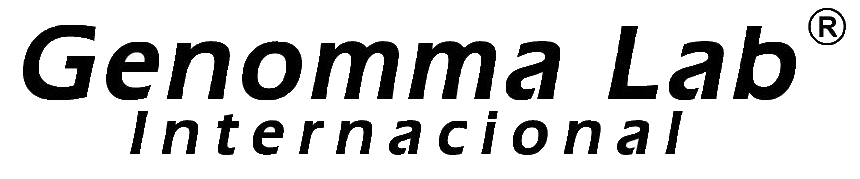

Genomma Lab Internacional est une entreprise mexicaine fondée en 1996, et faisant partie de l'Índice de Precios y Cotizaciones, le principal indice boursier de la bourse de Mexico. Elle est une des principales entreprises du secteur pharmaceutique du pays.